# Кир, Удо
У́до Кир, настоящая фамилия Ки́ршпе (нем. Udo Kier (Kierspe); 14 октября 1944, Кёльн, Германия) — немецкий актёр.

## Биография
Родился в Кёльне 14 октября 1944 года, во время Второй мировой войны. На следующий день после рождения чуть не погиб во время бомбёжки. Мать с новорожденным Удо на руках чудом спаслась, выйдя на 5 минут из роддома, в который попала бомба. Детство и юность Удо прошли в послевоенной разорённой Германии, им с матерью приходилось часто голодать, так как жили они очень бедно. В возрасте 19 лет Удо уехал из Германии в Лондон учить английский язык. Там, в Лондоне, его заметил и пригласил в кино режиссёр фильма «Дорога на Сан-Тропе». Этот короткометражный фильм 1966 года и стал дебютом Удо Кира в кино.
В молодости был протеже, другом и любовником Фассбиндера. Первую заметную роль сыграл в австрийском фильме ужасов «Печать дьявола» (1970), после чего приглашался в совместные проекты и играл во многих странах мира, во Франции, Италии, Австрии, Великобритании, Греции и др. В 1973 году состоялась судьбоносная встреча Удо Кира и Пола Моррисси, который работал на студию Энди Уорхола. В результате, Удо был приглашён на роль молодого доктора Франкенштейна, а затем и молодого графа Дракулы в комедийные проекты студии Энди Уорхола и Пола Моррисси — «Плоть для Франкенштейна» (1973) и «Кровь для Дракулы» (1974). Работы в этих фильмах стали визитной карточкой актёра. В 1980-е годы работал с венгерским режиссёром Боди Габором, снявшись в нескольких его проектах. Сам актёр считает своей самой удачной работой в кино роль в фильме Габора «Нарцисс и Психея».
После появления в культовой картине «Мой личный штат Айдахо» (1991) Кир стал регулярно приглашаться в голливудские блокбастеры («Джонни-мнемоник», «Блэйд», «Армагеддон», «Грайндхаус»). C 1987 года Кира можно увидеть во всех фильмах его друга Ларса фон Триера, после 1991 года — только в эпизодах.
Удо Кир также снимался в видеоклипах («Deeper and Deeper» Мадонны, «Make Me Bad» группы Korn) и в видеоклипах других музыкантов, записал собственные песни «Der Adler» («Орёл»), «Music A Go Go» и выпустил видеоклипы к ним со своим участием, появлялся на страницах модных журналов и фотоальбомов («Секс» Мадонны), выпустил книгу-фотоальбом «Footprints» со своими ранними чёрно-белыми фотографиями, снимался для видеороликов некоторых видеоигр (например, Юрий в «Command & Conquer: Red Alert 2») и стал музой режиссёра Кэсси Арк, которая сделала более 20 интересных видеоработ, основанных на фильмах и ролях Удо Кира.
С 1991 года по нынешнее время актёр живёт в Палм-Спрингс, Лос-Анджелес, США.
В 2011 году немецкий режиссёр Джереми Фекете выпустил документальный фильм про Удо Кира, который снимался в доме актёра в Палм Спрингс (в пригороде Лос-Анджелеса). Документальный фильм, названный «ICH-UDO» («Просто я… Удо»), вышел в 2012 году и был показан по телевизионному каналу ARTE.

## Избранная фильмография

### Актёр
- 1966 — Дорога в Сан-Тропе / Road to St. Tropez
- 1968 — Бесстыдство / Schamlos
- 1969 — Сезон чувств / La stagione dei sensi
- 1970 — Печать Дьявола / Mark Of The Devil / Hexen bis aufs Blut gequält — граф Кристиан фон Мерух
- 1970 — Провокация / Proklisis/ Provocation
- 1971 — Конфликт эмоций / Oi erotomaneis/ Conflict of Emotion
- 1972 — Совершенно секретно / The Salzburg Connection
- 1973 — Олифант / Olifant
- 1973 — Пан / Pan
- 1973 — Плоть для Франкенштейна / Flesh For frankenstein/ Andy Warhol’s Frankenstein — Барон фон Франкенштейн
- 1973 — Жозеф Бальзамо / Joseph Balsamo (mini TV series, France) — Жильбер
- 1974 — Кровь для Дракулы / Blood For Dracula / Andy Warhol’s Dracula — граф Дракула
- 1975 — История «О» / Histoire d’O"
- 1976 — Дом на Соломенном холме / The House On Straw Hill / Trauma
- 1976 — Спермула / Spermula
- 1976 — Золотые хлопья / Goldflocken
- 1977 — Суспирия / Suspiria — доктор Фрэнк Мэндел
- 1977 — Жена станционного смотрителя / The Statiion Master’s Wife
- 1977 — Катонак / Katonak (Венгрия)
- 1978 — Креокатор / Kreakator (Венгрия)
- 1978 — Пятая заповедь / The Fifth Commandment
- 1979 — Виктор / Viktor (ФРГ)
- 1979 — Венгерская рапсодия / Magyar rapszódia (Венгрия) — Пур
- 1979 — Третье поколение / The third Generation — Эдгар Гаст
- 1980 — Лулу / Lulu
- 1980 — Нарцисс и Психея / Narcissus and Psyche
- 1981 — Лили Марлен / Lilli Marleen — Древиц
- 1981 — Странная история Доктора Джекила и Мисс Осборн / Strange Case Of Dr.Jekkyl and Miss Osbourne
- 1981 — Лола / Lola — Вайтер
- 1982 — Остров кровавых плантаций / The Island Of Bloody Plantation
- 1983 — Панков-1995 / Pankow '95 — композитор Иоганн Вольфганг Амадей Царт.
- 1983 — Искушение: жестокая женщина / Seduction: The Cruel Woman
- 1985 — Телепришельцы / Die Eisteiger
- 1986 — Эгомания / Egomania
- 1987 — Кир Рояль / Kir Royal (TV series)
- 1987 — Эпидемия / Epidemic
- 1988 — Медея / Medea
- 1990 — Самое чёрное сердце / The Blackest Heart
- 1991 — Европа / Europa
- 1991 — Мой личный штат Айдахо / My Own Private Idaho
- 1993 — Sea Quest (1 сезон 7 серия)
- 1993 — Консьерж / For Love or Money— мистер Химмельман
- 1994 — Эйс Вентура: Розыск домашних животных / Ace Ventura: Pet Detective
- 1994 — Террор-2000 / Terror 2000
- 1994—1997 — Королевство / Riget
- 1995 — Джонни Мнемоник / Johnny Mnemonic — Ральфи
- 1996 — Рассекая волны / Breaking the Waves — моряк-садист
- 1996 — Не называй меня малышкой / Barb Wire — Карли
- 1998 — Блэйд / Blade — Гитано Драгонетти
- 1998 — Армагеддон / Armageddon — психиатр
- 1998 год vip девушки с характером 2 серия
- 1999 — Эпидемия одержимости / Besat/ Possessed — Венсан Монро
- 1999 — Конец света / End of Days — доктор Абель
- 1999 — Шпионские игры / Spy Games / History Is Made at Night — Иван Блиняк, начальник СВР в Санкт-Петербурге
- 2000 — Тень вампира / Shadow of the Vampire
- 2000 — Танцующая в темноте / Dancing in the Dark — доктор Покорный
- 2001 — Критическая масса / Critical Mass
- 2001 — Откровение / Revelation
- 2001 — Вечная Битва / Megiddo: The Omega Code 2
- 2002 — Свиньи летают / Pigs Will fly
- 2004 — Версия 1.0 / One Point Zero
- 2004 — Модильяни / Modigliani — Макс Жакоб
- 2004 — Дракула 3000 / Dracula 3000 — капитан Варна
- 2004 — Глаза зла / Evil Eyes
- 2004 — Пережить Рождество / Surviving Cristmas
- 2005 — Сигаретный ожог / Cigarette Burns (Masters of Horror)
- 2005 — Дети из воска / Children of Wax
- 2005 — Тайна разума / Headspace
- 2005 — Бладрейн / Bloodrayne — монах
- 2006 — Холли / Holly
- 2006 — Утренняя молитва / Pray For Morning
- 2006 — Крестовый поход в джинсах / Crusade In Jeans
- 2007 — Хэллоуин 2007 / Halloween 2007
- 2007 — Смертельная жатва / Fall Down Dead
- 2007 — Парс / Pars: Operation Cherrey
- 2007 — Мать слёз | Terza Madre / The Third Mother
- 2005—2007 — 4gegenZ (сериал)
- 2008— Фар Край / Far Cry
- 2008— Полтора рыцаря: В поисках похищенной принцессы Херцелинды / 1 1/2 Ritter — Auf der Suche nach der hinreibenden Herzelinde
- 2009 — Лулу и Джимми / Lulu and Jimmi
- 2009 — Душевная кухня / Soul Kitchen
- 2009 — Дом мальчиков / House Of Boys
- 2010 — Мой сын, мой сын, что ты наделал / My Son, My Son, What Have You Done?
- 2011 — Театр Абсурда / The Thater Bizzare
- 2011 — Ufo in Her Eyes
- 2011 — Замочная скважина / Keyhole
- 2011 — Меланхолия / Melancholy
- 2012 — Железное небо / Iron Sky — Вольфганг Корцфляйш, фюрер Луны
- 2012 — Ночь тамплиера / Night of The Templar
- 2013 — Нимфоманка / Nymphomaniac — официант
- 2018 — Кукловод: Самый маленький рейх / Puppet master: The littlest reich
- 2018 — Не волнуйся, далеко он пешком не уйдет / Don’t Worry, He Won’t Get Far on Foot
- 2019 — Раскрашенная птица / Nabarvené ptáče — Миллер
- 2019 — Железное небо: Грядущая раса / Iron Sky: The Coming Race
- 2019 — Бакурау / Bacurau — Майкл
- 2020 — Момент истины / Last Moment of Clarity

### Режиссёр
- 1984 — The Last Trip to Harrisburg
- 2002 — Разбитые яйца / Broken Cookies (фильм не был закончен)